# Trần Anh Vinh
Trần Anh Vinh (1926–2016) là một kỹ sư mỏ và chính khách Việt Nam, từng giữ chức Quyền Bộ trưởng Bộ Mỏ và Than Việt Nam.

## Binh nghiệp
Trần Anh Vinh sinh năm 1926 (có nguồn ghi là 1927) ở làng Nhị Trung (Nhĩ Trung), huyện Gio Linh, tỉnh Quảng Trị. Năm 1942, khi đang học trường Kỹ nghệ Thực hành Huế, ông tham gia phong trào cách mạng của Đảng Cộng sản Đông Dương.
Tháng 8 năm 1945, ông tham gia Tổng khởi nghĩa giành chính quyền ở huyện Gio Linh. Khi quân Pháp quay trở lại xâm lược, ông tham gia quân ngũ ở Ban chế tạo vũ khí Thừa Thiên – Huế, Ty Quân giới Khu 4.
Năm 1946, ông công tác tại Bộ Tư lệnh Khu 4. Năm 1948, ông trở thành đại diện Ban quân giới tại Quảng Bình, rồi Bình Trị Thiên. Năm 1952, ông ra Việt Bắc nhận nhiệm vụ mới.

## Công tác chính quyền
Năm 1953, ông được cử đi học tại trường Đại học Mỏ Moskva (Liên Xô). Từ năm 1959 đến 1966, ông là giảng viên trường Đại học Bách khoa Hà Nội. Khoảng 1961–1964 ông học nghiên cứu sinh ở Đại học Mỏ Moskva, trở thành Phó Tiến sĩ Khoa học kỹ thuật Mỏ đầu tiên của Việt Nam.
Năm 1966, ông tham gia chính phủ, là Trưởng Ban mỏ thuộc Ủy ban Khoa học và Kỹ thuật Nhà nước. Ngày 10 tháng 11, ông tổ chức thành lập Hội Mỏ Việt Nam và trở thành Chủ tịch đầu tiên của hội.
Năm 1969, ông chuyển sang công tác tại Bộ Công nghiệp nặng. Ngày 11 tháng 8, Bộ Công nghiệp nặng được tách thành Bộ Điện và Than, Bộ Cơ khí và Luyện kim, Tổng cục Hóa chất, ông công tác tại Bộ Điện và Than, giữ chức vụ Vụ trưởng Vụ Khoa học kỹ thuật. Ngày 24 tháng 10 năm 1972, Phân viện nghiên cứu Khoa học Kỹ thuật Than được thành lập, ông trở thành Phân viện trưởng.
Năm 1973, ông trở thành Thứ trưởng Bộ Điện và Than. Ngày 30 tháng 9 năm 1977, ông là kiêm Ủy viên Ủy ban Phân vùng kinh tế Trung ương (giải thể ngày 27 tháng 11 năm 1986). Ngày 22 tháng 11 năm 1981, Bộ Điện và Than tách thành Bộ Điện lực, Bộ Mỏ và Than, ông tiếp tục làm Thứ trưởng Bộ Mỏ và Than. Ngày 30 tháng 6 năm 1986, Bộ trưởng Nguyễn Chân thôi chức để chuyển sang làm nhiệm vụ khác, ông trở thành Quyền Bộ trưởng Bộ Mỏ và Than (có nguồn ghi ông làm Quyền Bộ trưởng từ năm 1985). Trong thời gian làm Bộ trưởng, ông đã giải quyết tình trạng thiếu lương thực ở vùng mỏ Quảng Ninh, thành lập Công ty Phục vụ đời sống để chuyên lo gạo, thịt, hàng công nghệ phẩm cho toàn ngành Than từ tiền "than nhặt" xuất khẩu và đổi hàng với Đạm Hà Bắc; giải tán Liên hiệp các Xí nghiệp Than Hòn Gai; đồng thời ngăn cản việc công ty Úc thâu tóm vùng than Khe Chàm (Mông Dương).
Tháng 16 tháng 12 năm 1987, Bộ Điện lực hợp nhất với Bộ Mỏ và Than thành Bộ Năng lượng, ông trở thành Thứ trưởng thứ nhất Bộ Năng lượng. Năm 1992, ông về hưu.
Ông mất vào tháng 8 năm 2016, thọ 91 tuổi.

## Gia đình
Ông lập gia đình với với bà Nguyễn Thị Hoài Đức vào năm 1960 và có hai con gái. Bà Hoài Đức là nữ tiến sĩ sản khoa đầu tiên của Việt Nam, hàm Phó Giáo sư, nguyên Viện trưởng Viện Sức khỏe sinh sản và gia đình.

## Tặng thưởng
- Huân chương Độc lập hạng Nhì